# Esmoquin

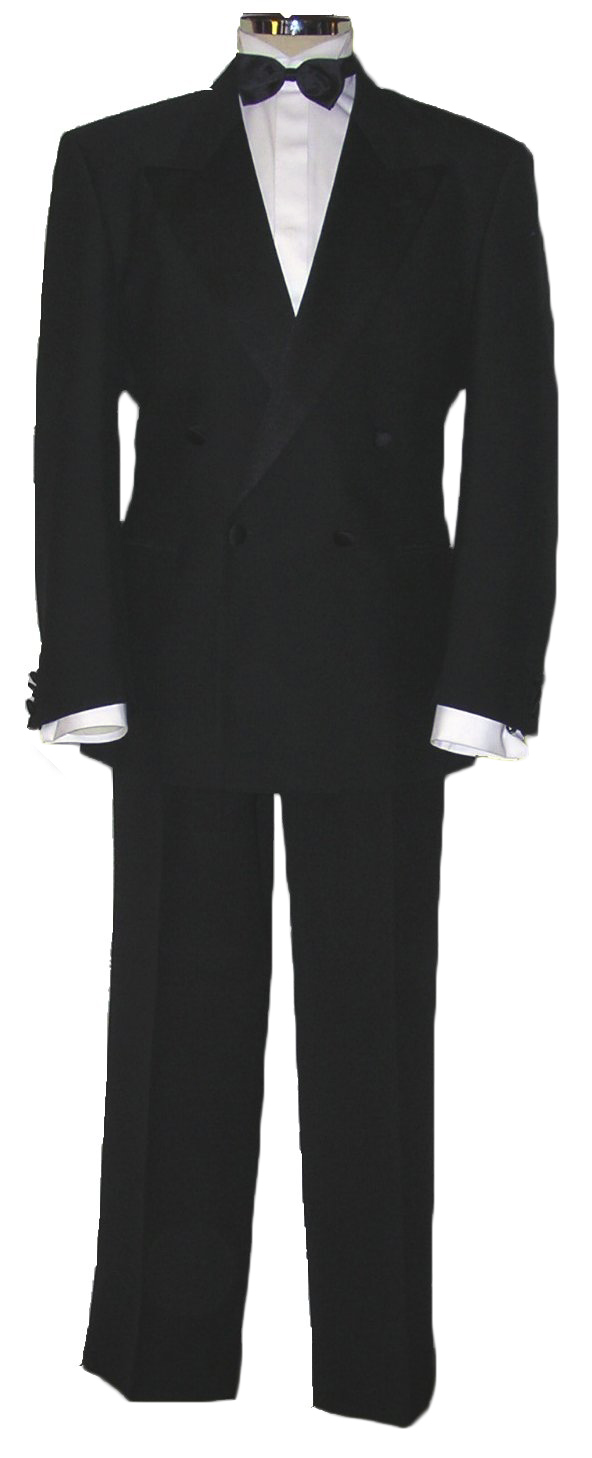
Un esmoquin negro de doble botonadura con solapas en pico, pajarita negra y camisa blanca.

Un esmoquin (del inglés smoking), más correctamente llamado traje de noche masculino,es un conjunto de etiqueta semiformal para lucir en fiestas nocturnas; como entregas de premios, cócteles y otros actos sociales de cierta relevancia, pero sin llegar a la importancia de una velada formal como una boda, recepción oficial o cena de gala, ceremonias donde, dependiendo del horario, se lucirá etiqueta formal con un chaqué o frac, o traje regional del país.

## Historia
En español, aunque se denomina erróneamente a esta prenda esmoquin, el nombre es un falso anglicismo y proviene del inglés smoking jacket que hace referencia a una prenda distinta, que se ponía sobre el traje común, para evitar que el olor del tabaco impregnase el tejido al fumar. Es debido a ello que se aboga por el uso de "traje de noche", siendo este término más cercano a su equivalente originario anglosajón "dinner jacket" (chaqueta para cenar) o "black tie" (corbata negra), por el color de la pajarita o moño en Hispanoamérica. Es también llamado "tuxedo" en inglés americano.

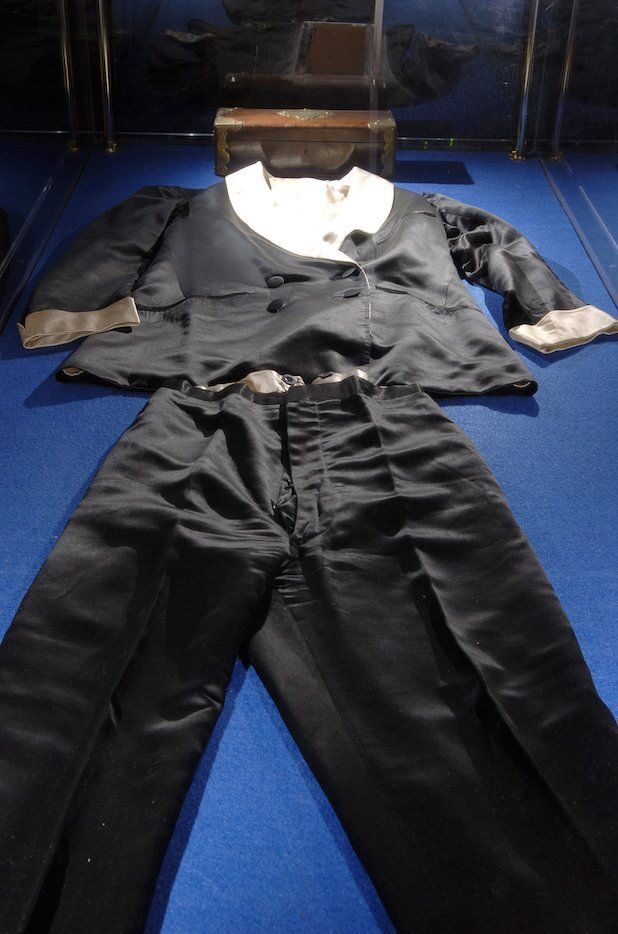
Esmoquin de Don Victor Peñasco y Castellana, 1912

Su empleo en ceremonias como la entrega de los Premios Óscar en Los Ángeles lo ha difundido por todo el mundo, al igual que su uso liberal por parte de las celebridades asistentes a menudo desvirtúa la etiqueta de la prenda, citada más adelante. En otros países, de tradición diferente a la británica, se utiliza en fiestas destacadas como la Nochevieja o la Noche de Reyes, caso de España, llegando a existir empresas dedicadas a su alquiler debido a su elevado coste, habitualmente superior al de un traje común.

## Partes del esmoquin
Esta indumentaria está compuesta por:
- Chaqueta de cena: normalmente negra, el azul de medianoche es una opción menos popular, pero fue favorecida por el duque de Windsor, entre otros y el granate está en desuso. Para temperaturas cálidas, sin embargo, el blanco o el crema también son aceptables. La chaqueta del esmoquin no tiene colas como el frac o el chaqué y lo común es que se cierre al frente con uno o dos botones. Las solapas se confeccionan en satén siendo tradicionalmente en pico, las solapas con muescas son protocolariamente incorrectas.
- Camisa: de cuello pajarita y color blanco, aunque permite el uso de cualquier otro cuello salvo Mao; incapaz de sustentar una pajarita, e Italiano; demasiado abierto para una ocasión formal.
- Pantalones: negros o a juego con la chaqueta, nunca intercambiables; una chaqueta azul con pantalones crema no es aceptable. Con una raya lateral que se combina en material con el de la solapa de la chaqueta.
- Pajarita: negra lisa, sin motivos ni arreglos. Nunca se acepta el uso de corbata.
- Fajín: Puede ser de color claro u oscuro, pero siempre del mismo tejido que las solapas de la chaqueta. El uso de fajín invalida el porte de tirantes por motivos funcionales.
- Chaleco: Al igual que la pajarita el chaleco suele compartir tejido con las solapas de la chaqueta. En la actualidad, en no pocas ocasiones suele omitirse, llevándose solo en reemplazo del fajín.[4][5]

Los zapatos son negros pudiendo ser de charol y si se llevan guantes, son blancos o de color gris.

## Etiqueta del esmoquin o traje de noche

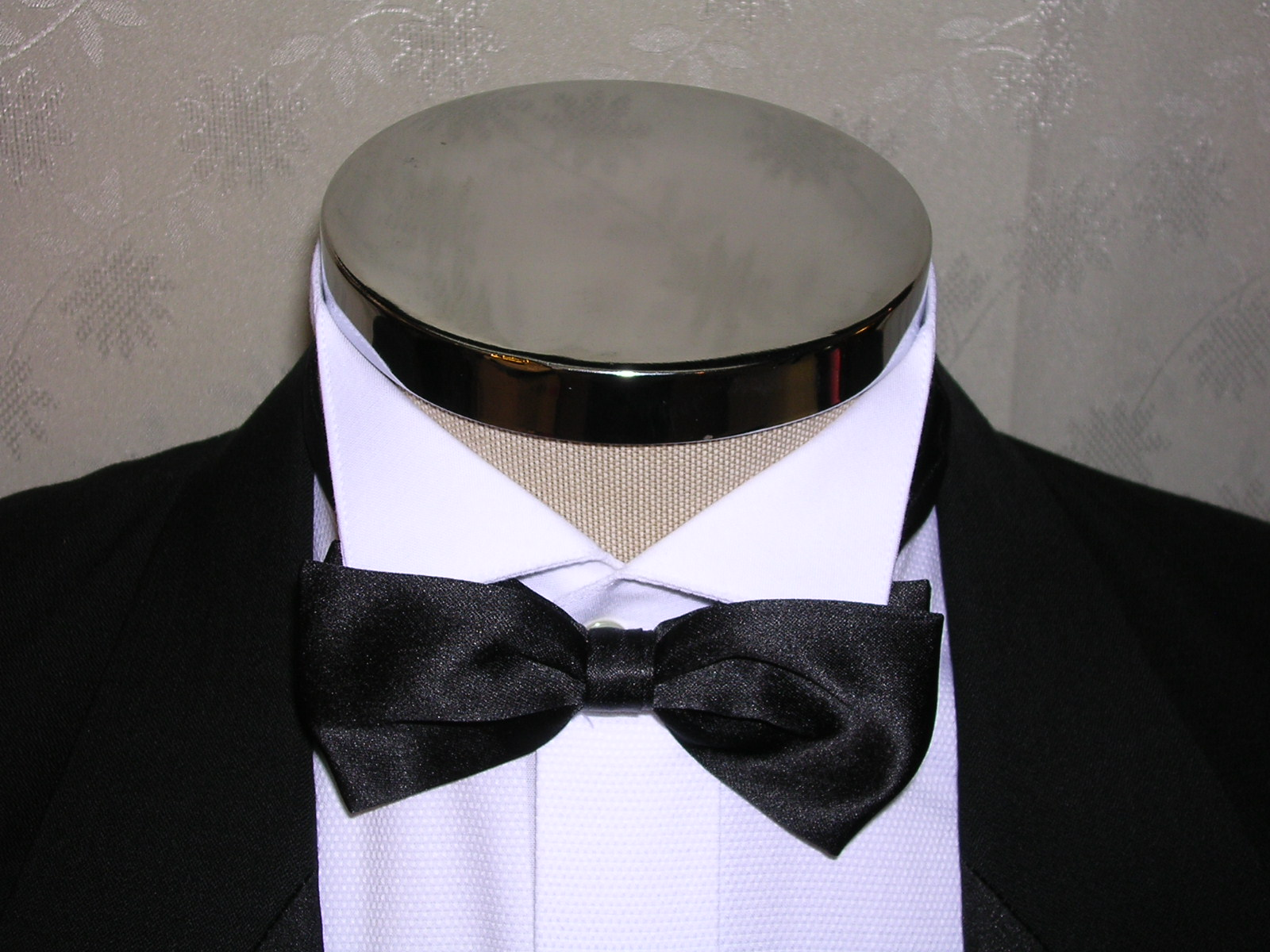
El esmoquin se luce con pajarita negra.

Como todas las prendas de etiqueta el esmoquin debe llevarse siempre puesto, el quitarse la chaqueta y continuar la celebración sin ella suele considerarse una falta de respeto por el resto de comensales y asistentes.Un ejemplo de esto son los últimos instantes de la partida de Poker filmada en Casino Royale, donde un James Bond que ya se tiene por ganador, puede verse como único jugador de la sala en mostrar su camisa y tirantes blancos sin cubrir por su chaqueta, en un acto protocolariamente criticable pero contextualmente interesante, pretendiendo intimidar a su contrincante, de quien ya ha sobrevivido varios intentos de asesinato.
Si se quiere llevar con abrigo puede hacerse y este debería ser de color negro, con bufanda negra o blanca en seda y chistera (esta ya en desuso).
Al estar de pie se lleva siempre abrochado y al sentarse es correcto desabrochase si la prenda ceñida resulta incómoda o arrugada, para volver nuevamente a colocar el botón si la persona se pone de pie nuevamente. Las solapas podrán ser de punta o bien redondas, también llamadas shawl, el uso de solapas de muesca no se permite y se toma como de mal gusto.
El largo del pantalón debe quedar por encima del tacón del zapato, siendo este siempre formal y acompañado de calcetines negros. El largo de la manga debe estar por detrás del de la camisa para poder lucir los gemelos cuando se dobla el brazo. Estos últimos no son obligatorios, pero realzan la elegancia de la prenda. Todas ellas normas compartidas con el buen uso del traje regular, pero acentuadas y más duramente criticadas si se da su ausencia al portar traje de noche.
Si se porta chaleco no se deberá usar el fajín y viceversa. El uso de corbata, aun siendo esta de color negro, está estrictamente vetado, al asemejarse demasiado al porte propio de un funeral. 
Se desaconseja el uso de reloj mientras se vista con traje de noche, puesto que se presupone una velada amena en la que el tiempo no debe ser un inconveniente.  
No suele aceptarse el porte de esmoquin por debajo de los quince años, dado que se presupone como una edad a la que no es de recibo participar en eventos de tal envergadura, al igual que el uso de frac antes de los dieciocho.

## El esmoquin en el cine

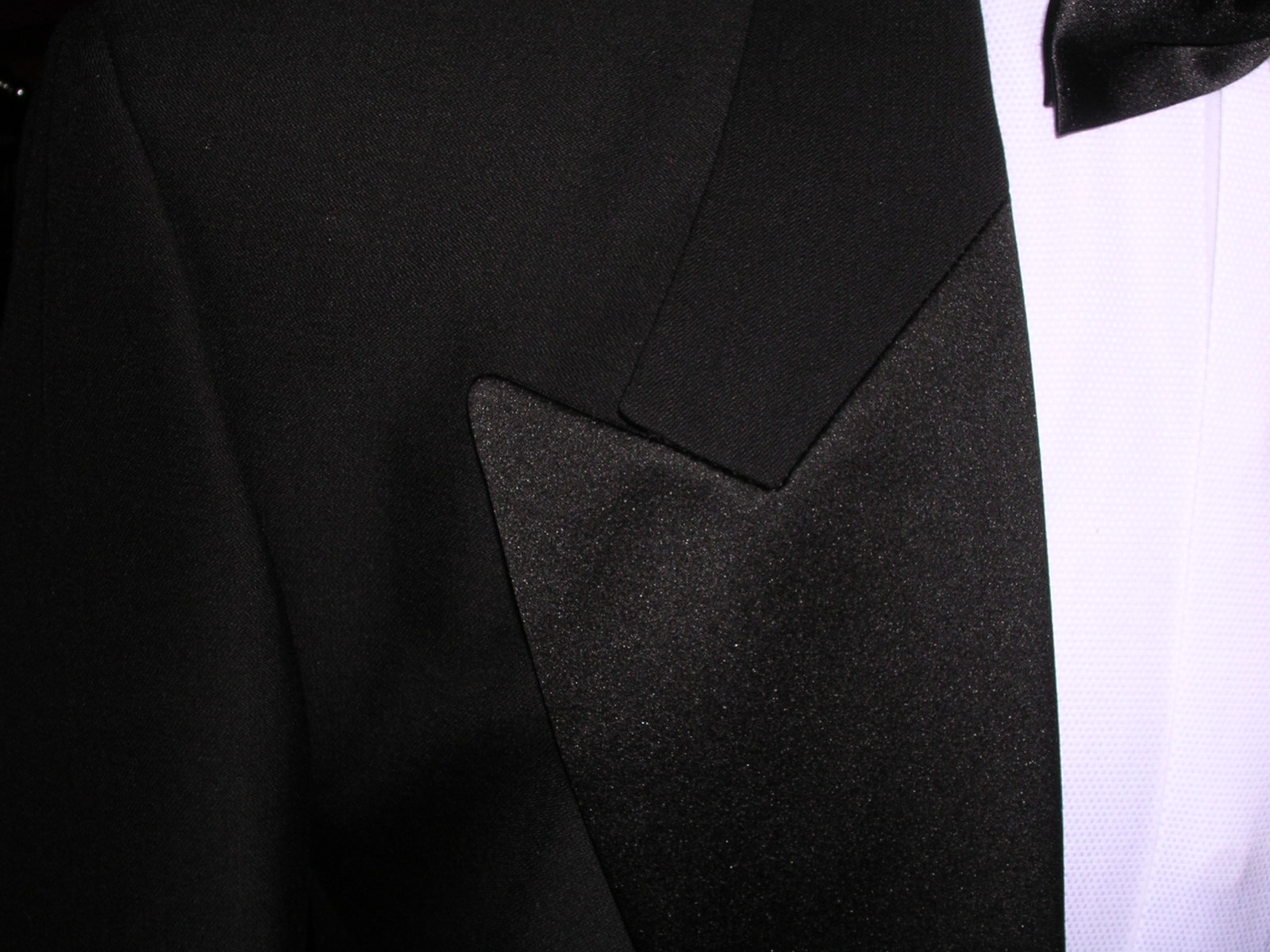
Esmoquin con solapas en punta de flecha.

El esmoquin es una prenda muy utilizada en Estados Unidos y por tanto en su cine. 
- Uno de los principales iconos es James Bond. Suele lucir, tanto en blanco, negro como crema, en casi en todas las películas. Incluso en la versión de Casino Royale de 2006 preside el cartel promocional de la película. Dicho personaje es tomado como referente del buen gusto a la hora del uso del traje.
- Un caso diferente puede ser Tom Hanks en Big donde lucía un esmoquin totalmente blanco.
- También existe, a efectos prácticos, una película referente a un esmoquin cuyas habilidades proporcionadas artificialmente hacen sobrepasar la capacidad física y mental de su usuario hasta límites insospechados. Su título es The Tuxedo ("El esmoquin" en castellano), película de Kevin Donovan en la que participan Jackie Chan y Jennifer Love Hewitt como actores principales.